# Amante Amada
Amante Amada é o sétimo álbum de estúdio da dupla sertaneja brasileira Chitãozinho & Xororó, lançado em 1981 pela Copacabana. O álbum vendeu cerca de 400 mil cópias, rendendo o primeiro disco de platina da dupla.

## Faixas
| N.º | Título                      | Compositor(es)             | Duração |  |
| 1.  | "Amante Amada"              | Jack / José Homero         | 2:45    |  |
| 2.  | "Aguenta Coração"           | Carlos César / José Homero | 2:37    |  |
| 3.  | "Pais e Filhos"             | Darci Rossi / Marciano     | 2:45    |  |
| 4.  | "Vida e Saudade"            | Darci Rossi / Chitãozinho  | 3:08    |  |
| 5.  | "Brigas de Amor"            | Odilson de Souza           | 2:46    |  |
| 6.  | "Não Consigo Repartir Você" | Darci Rossi / Marciano     | 2:42    |  |
| 7.  | "Mulher de Ninguém"         | Jardel / Compadre Lima     | 2:18    |  |
| 8.  | "Gamado Nela"               | Jack / Xororó              | 2:54    |  |
| 9.  | "Aquela Blusa"              | J. Garcia / Morandi        | 2:46    |  |
| 10. | "Uma Mulher e Dois Homens"  | Darci Rossi / Marciano     | 3:39    |  |
| 11. | "Anjo Mau"                  | Praense / Alcino Alves     | 2:28    |  |
| 12. | "Ponto Negro"               | Barnabé                    | 3:01    |  |

## Certificações
| Brasil (ABPD)                             | Platina | 1981 | 400.000* |
| *número de vendas baseado na certificação |         |      |          |